# Невіровський Дмитро Петрович
Дмитрій Петрович Невірівський (нар. 1 листопада 1771 — пом. 2 листопада 1813) — генерал-лейтенант, полководець Франко-російської війни 1812. Представник роду Невірівських.

## Родина
Народився в селі Прохорівці, на території Переяславського полку.
Глава сім'ї Петро Іванович тривалий час був сотником Бубнівської сотні, до котрої належало троє сіл: Прохорівка, Сушки та Бубнівська Слобідка. 1783-го року його обрали городничим Золотоноші, службу закінчив у чині надвірного радника.
Родина була багатодітною — чотирнадцятеро дітей: чотири сини та десятеро дочок. Їх вихованню мати, Параска Іванівна, віддавала увесь свій час. Завдяки їй всі діти знали латинську мову, оволоділи основами математики. Дмитро був найстарший, з семи років майбутній полководець чудово тримався у сідлі.

## Військова служба
16 травня 1786 року Невіровського зарахували до лейб-гвардії Семенівського полку.
Юнак терпляче опановував військову науку: вчився колоти багнетом, заряджати гвинтівку, влучати у ціль, марширувати на плацу, не втомлюватися у походах.
Через рік став сержантом. 
Під час Російсько-турецької війни 1787-го року, на початку жовтня, його було переведено на південний кордон.
Дмитра зарахували поручиком Малоросійського кірасирського полку, згодом до Архангельського мушкетерського. Головним чином у складі цих частин він брав участь у війнах з Туреччиною та Польщею.
Бойове хрещення молодий офіцер дістав 7 вересня 1788 року у бою на річці Сальче, у тому ж році відзначився при узятті Тягині, за ратні вислуги отримав підвищення до капітана. Згодом брав участь у Російсько-польській війні 1792-го року, вже у складі Катеринославського егерського корпусу. В грудні 1797-го року, у званні майора, надано за героїзм під час узяття Праги (війна 1793—1794 року), Невіровський дістав призначення до Малоросійського гренадерського полку. Отримавши звання генерал-майора (березень 1804 р.) став шефом 3-го Морського полку, в 1809 р. — шефом Павловського гренадерського полку.

## Під час Франко-російської війни
У цей час Дмитро Невіровський був командувачем 27-ї дивізії котра відзначилася у багатьох боях: під Червоним, Смоленськом, Бородіно, Тарутино, Малоярославцем.

### Бій під Червоним (1812)

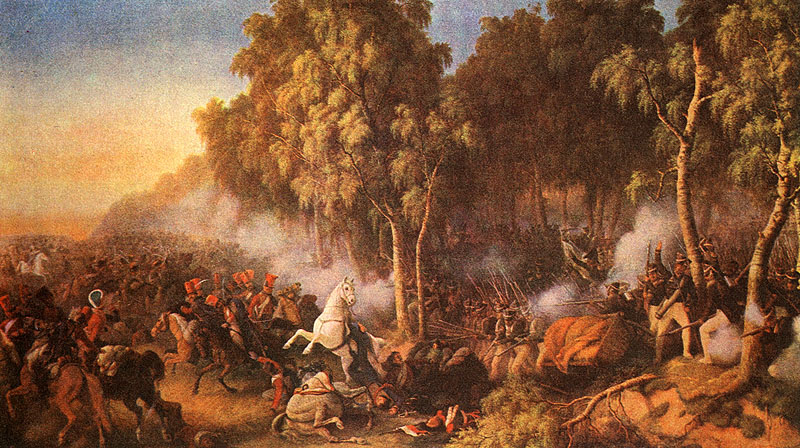
Бій під Червоним. Подвиг генерала Невіровського. Петер Гесс.

Легендарним став двобій 2 (14) серпня 1812 під містечком Червоне (45 км від Смоленська), у котрому 6-тисячне з'єднання Невіровського (нещодавно сформоване переважно із новобранців) чинило впертий опір переважаючим силам Нея та кінноти Мюрата (за різними даними 15 — 22 тисячі), авангарду Великої армії, що зірвало план Наполеона відрізати війська Олександра I від Смоленська та зайти їм у тил. Всю свою дивізію Невіровський вишикував у величезне каре й у такому порядку відступав до Смоленська. Протягом 5 годин відбиваючи безперервні атаки французької кінноти, колона Невіровського пройшла зо 12 верств. Лише увечері натиск супротивника послабшав. Дивізія ж відійшла до міста та взяла незабаром участь у його обороні. Ця рідкісна в історії воєн успішна битва відступаючої піхоти з переважаючою кіннотою увійшла в підручники військового мистецтва. Вражені мужністю дивізії, французи охрестили цей бій «відступом левів».

### Бородіно

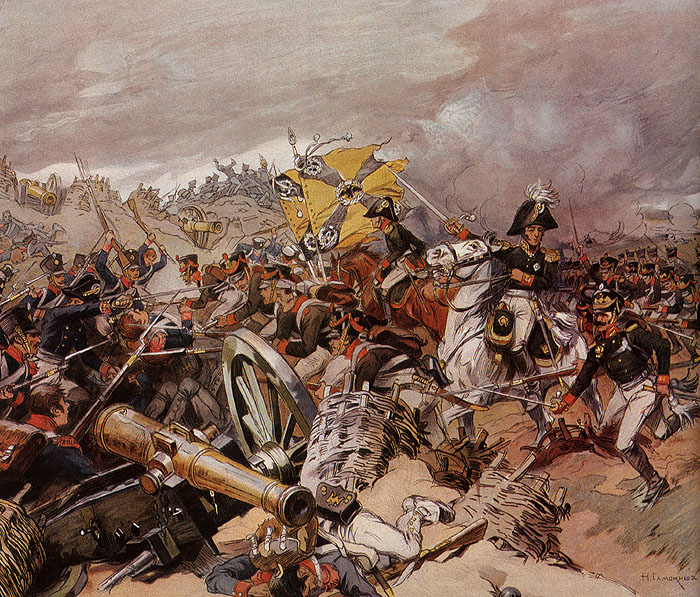
Бої за Шевардинський редут. Микола Самокиш.

На Бородінському полі дивізія Невіровського захищала центр: Шевардинський редут, а згодом Семенівські (Багратіонові) флеші — укріплення, що виявилися ключовими у двобої. Декілька разів генерал особисто підіймав своїх вояк у контрнаступ. Дивізія майже вся загинула, а командира було поранено ядром. Після Бородіно 31 жовтня 1812-го Невіровському було присвоєно звання генерал-лейтенанта.
На Бородинському полі загинув рідний брат Дмитра Петровича — Олександр.

### Закордонний похід та загибель
У кінці 1812 р. його дивізія, що зазнала найбільших втрат під час кампанії, була залишена на відпочинок та для поповнення. У 1813 р. брав участь у боях при Кацбаху і Лейпцигу.
Загинув «найхоробріший та найдостойніший» (за визначенням Кутузова) генерал 1 листопада 1813 року під Лейпцигом, під час закордонного походу. Поховали його в м. Галле, за військовим звичаєм, попереду несли нагороди — ордени Георгія 3-го і 4-го ступенів, Володимира 2-го і 3-го класів, Анни 1-го ступеня, прусський орден Червоного Орла.

## Вшанування пам'яті
Рівно через 100 років його прах перевезли до Росії та перепоховали на Бородінському полі, на передньому плані одного з Багратіонівських флешей. Неподалік від пам'ятника, встановленого тут генералові, височіє ще один — з написом: «Безсмертній дивізії Неверовського…»
Також пам'ятник Дмитру Невіровському встановлено у Золотоноші.